# 紐約地鐵2號線
2號第七大道快車（英語：2 Seventh Avenue Express），又稱紐約地鐵2號線，是紐約地鐵隸屬於A分部的地鐵服務。由於該線使用IRT百老匯-第七大道線通過曼哈頓主要地區，因此其路線徽號為紅色。
2號線列車在任何時間都營運。平日列車停靠威克菲爾德的241街至夫拉特布什的夫拉特布什大道-布魯克林學院各站，繁忙時段特別班次來往東紐約的新地段大道而非夫拉特布什大道。日間列車在布朗克斯和布魯克林以慢車營運，在曼哈頓96街至錢伯斯街之間以快車營運，深夜則全線以慢車營運。
週末列車（星期五晚上11時45分至星期一早上5時）停靠伊斯徹斯特的代里大道至曼哈頓下城的南碼頭。日間在布朗克斯和曼哈頓以慢車營運（96街至42街之間除外，以快車營運），深夜全線以慢車營運。
歷史上，2號線列車也曾停靠皇冠高地-猶提卡大道或新地段大道。該模式一直在IRT新地段線上營運至1983年，2號線改道前往夫拉特布什大道。然而至今部分繁忙時段列車仍然營運至新地段線上，但已縮短至新地段大道。

## 歷史
現時2號線的第一路段在1904年11月26日投入服務，由臨時的180街-布朗克斯公園總站途經西農場高架鐵路前往149街-第三大道。1905年7月10日，連接IRT萊諾克斯大道線和IRT白原路線（之前由第三大道高架鐵路服務）通車，容許地鐵由曼哈頓到抵布朗克斯。
1908年1月9日，傑拉雷曼街隧道通車，將IRT萊辛頓大道線連接至布魯克林。此時，列車來往東180街至市政廳。1908年5月1日，列車分別延長至內文斯街及大西洋大道。
1917年3月3日，IRT白原路線延長至219街車站。1917年3月31日，IRT白原路線延長至238街-涅雷大道車站，1920年12月13日進一步延長至威克菲爾德-241街車站。1918年8月1日，整條IRT百老匯-第七大道線完工。1919年4月15日，連接至布魯克林的克拉克街隧道通車。
1919年12月19日起，2號線列車開往南碼頭，部分繁忙時段列車直達大西洋大道。1923年繁忙時段，2號線列車交替來往南碼頭和猶提卡大道。
1934年，2號線列車在平日及週六日間來往180街-布朗克斯公園車站至夫拉特布什大道車站，在週六黃昏及週日前往南碼頭，曼哈頓內快車。深夜列車服務由241街至南碼頭，停靠所有車站。間中會有來自新地段的出入庫車輛。有四班平日黃昏列車在大西洋大道調頭。1937年9月5日，部分繁忙時段列車開始運行至夫拉特布什大道。
1938年7月1日，平日及週六黃昏列車由南碼頭延長至夫拉特布什大道。
1950年12月26日起，平日交替尖峰列車在尖峰方向延長至241街，但1952年6月26日黃昏繁忙時段前往241街的列車停運。1952年8月4日起，180街-布朗克斯公園車站關閉，列車改道至東180街車站。早上尖峰時段往241街車站列車在1953年10月2日縮短至干丘路。
1954年3月19日，週末列車除深夜外所有時間改道往新地段大道。1957年5月4日，前往IRT代里大道線的軌道連線完工，2號線列車日間改道前往代里大道。晚上列車在代里大道及東180街之間以穿梭形式營運，由干丘路出發的早上尖峰列車停運。1957年12月20日，除深夜外，日間列車改道至新地段大道。1958年6月26日，代里大道和東180街開始深夜列車服務。1958年12月12日，深夜列車服務延長至夫拉特布什大道，2號線自此所有時間都以快車營運。1959年2月6日起，除深夜外所有時間2號線列車都是來往威克菲爾德-241街至夫拉特布什大道之間，深夜期間則來往東180街及新地段大道。
1960年4月8日起，日間列車由代里大道改道至241街，布魯克林的路線由新地段大道改道至夫拉特布什大道。同時，深夜服務由夫拉特布什大道改道至新地段大道。

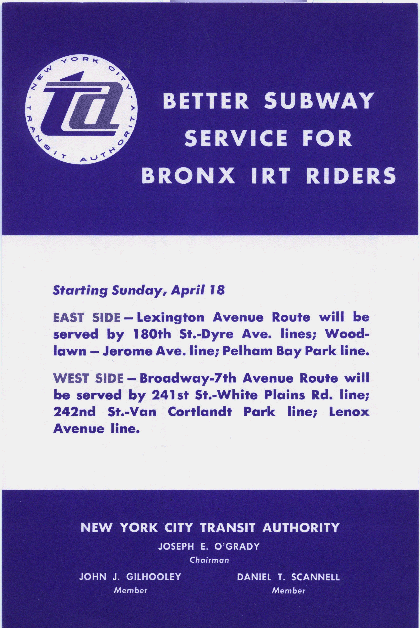
布朗克斯IRT乘客有更好地鐵服務

1965年4月18日起，晚上列車由東180街延長至241街，另外日間列車由夫拉特布什大道改道至新地段大道。
1983年7月10日，2號線和3號線對調在布魯克林的總站。2號線列車開始在所有時間來往威克菲爾德-241街車站和夫拉特布什大道車站，在布朗克斯和布魯克林以慢車營運，在曼哈頓以快車營運。此舉容許3號線設備可以在利沃尼亞車場進行檢查和維修。
1995年春天，5號線尖峰時段往241街列車縮短至涅雷大道車站。241街車站沒有足夠容量在尖峰時段同時停靠所有2號線和5號線列車，因此部分2號線和5號線列車需要以涅雷大道為總站。為免造成乘客混淆以及提供更可靠服務，所有2號線列車以241街為總站，所有5號線列車以238街為總站。這是為了回應東北布朗克斯綜合性研究的意見而作出的決定。
1998年3月2日至10月12日期間，IRT萊諾克斯大道線進行翻新。日間2號線列車途經149街-大廣場車站與內文斯街車站之間的IRT萊辛頓大道線，上城由早上5時至午夜，下城由午夜至早上5時。1999年10月3日起，2號線在深夜期間在曼哈頓以慢車營運。
2001年9月11日以後，2號線列車在曼哈頓完全以慢車營運，以免阻礙3號線列車停靠14街車站為總站。日間的快車服務在2002年9月15日恢復。
為了維修颶風桑迪為克拉克街隧道帶來的損毀，2017年6月17日至2018年6月24日間的週末，2號線來往布朗克斯的伊斯徹斯特-代里大道車站至曼哈頓下城的南碼頭車站，而布魯克林和東180街車站以北的布朗克斯交由5號線負責。列車只會在日間的96街車站與時報廣場-42街車站之間以快車營運。

## 路線

### 服務形式
以下表格顯示2號線所使用路線，特定時段在有陰影的格的路段內營運：
| IRT白原路線                         | 威克菲爾德-241街         | 149街-大廣場                   | 慢車 |            |  |            |
| IRT萊諾克斯大道線                   | 135街                    | 中央公園北-110街               | 全部 |            |  |            |
| IRT百老匯-第七大道線                | 96街                     | 錢伯斯街                       | 快車 |            |  |            |
| IRT百老匯-第七大道線                | 96街                     | 錢伯斯街                       | 慢車 |            |  |            |
| IRT百老匯-第七大道線 - 布魯克林支線 | 公園廣場                 | 區公所                         | 全部 |            |  |            |
| IRT東公園道線                       | 霍伊特街                 | 富蘭克林大道-麥德加·艾菲斯學院 | 慢車 |            |  |            |
| IRT諾斯特蘭大道線（全線）           | 總統街-麥德加·艾菲斯學院 | 夫拉特布什大道-布魯克林學院    | 全部 | 大部分列車 |  |            |
| IRT東公園道線                       | 諾斯特蘭大道             | 皇冠高地-猶提卡大道            | 慢車 |            |  | 有限度服務 |
| IRT新地段線（全線）                 | 蘇特大道-魯特蘭路        | 新地段大道                     | 全部 |            |  | 有限度服務 |

### 車站
更詳細的車站列表參見上方列出的路線。
| 車站服務圖例                       | 車站服務圖例                           |
| ---------------------------------- | -------------------------------------- |
| 任何時候停站                       | 任何時候停站                           |
| 任何時候停站（深夜除外）           | 任何時候停站（深夜除外）               |
| 僅深夜停站                         | 僅深夜停站                             |
| 僅深夜和週末停站                   | 僅深夜和週末停站                       |
| 僅平日停站                         | 僅平日停站                             |
| 僅週末停站                         | 僅週末停站                             |
| 每日停站（繁忙時段的尖峰方向除外） | 每日停站（除時段的方向外）             |
| 僅繁忙時段停站                     | 僅時段停站                             |
| 車站已關閉                         | 車站已關閉                             |
| 僅繁忙時段的尖峰方向停站           | 僅繁忙時段的尖峰方向停站（有限度服務） |
| 時段資料                           |                                        |
|                                    |                                        |
| 無障礙設施                         | 車站符合ADA標準                        |
| ↑                                  | 車站在指定方向符合ADA標準              |
| ↓                                  | 車站在指定方向符合ADA標準              |
|                                    | 升降機只到夾層                         |

| 紐約地鐵2號線車站列表                |                                        |                                |          |                | |                                                                           |  |
| Flat.                                | NL                                     | 中文站名                       | 英文站名 | 無障礙設施     | 轉乘 | 連接及備註                                                                |  |
| 布朗克斯                             |                                        |                                |          |                | |                                                                           |  |
| 白原路線                             |                                        |                                |          |                | |                                                                           |  |
| 任何時候停站                         | 僅繁忙時段的尖峰方向停站（有限度服務） | 威克菲爾德-241街               |          |                | | 大都會北方鐵路哈萊姆線，威克菲爾德                                        |  |
| 任何時候停站                         | 僅繁忙時段的尖峰方向停站（有限度服務） | 涅雷大道                       |          |                | 5 | 部分早上繁忙時段列車的北端總站                                            |  |
| 任何時候停站                         | 僅繁忙時段的尖峰方向停站（有限度服務） | 233街                          |          | 無障礙設施     | 5 | 大都會北方鐵路哈萊姆線，伍德羅恩                                          |  |
| 任何時候停站                         | 僅繁忙時段的尖峰方向停站（有限度服務） | 225街                          |          |                | 5 |                                                                           |  |
| 任何時候停站                         | 僅繁忙時段的尖峰方向停站（有限度服務） | 219街                          |          |                | 5 |                                                                           |  |
| 任何時候停站                         | 僅繁忙時段的尖峰方向停站（有限度服務） | 干丘路                         |          | 無障礙設施     | 5 | Bx41選擇巴士服務                                                          |  |
| 任何時候停站                         | 僅繁忙時段的尖峰方向停站（有限度服務） | 柏克大道                       |          |                | 5 |                                                                           |  |
| 任何時候停站                         | 僅繁忙時段的尖峰方向停站（有限度服務） | 阿勒頓大道                     |          |                | 5 |                                                                           |  |
| 任何時候停站                         | 僅繁忙時段的尖峰方向停站（有限度服務） | 佩勒姆公園道                   |          | 無障礙設施     | 5 | Bx12選擇巴士服務                                                          |  |
| 任何時候停站                         | 僅繁忙時段的尖峰方向停站（有限度服務） | 布朗克斯公園東                 |          |                | 5 |                                                                           |  |
| 任何時候停站                         | 僅繁忙時段的尖峰方向停站（有限度服務） | 東180街                        |          | 無障礙設施     | 5 |                                                                           |  |
| 任何時候停站                         | 僅繁忙時段的尖峰方向停站（有限度服務） | 西農莊廣場-東特雷蒙特大道      |          |                | 5 | Q44選擇巴士服務                                                           |  |
| 任何時候停站                         | 僅繁忙時段的尖峰方向停站（有限度服務） | 174街                          |          |                | 5 |                                                                           |  |
| 任何時候停站                         | 僅繁忙時段的尖峰方向停站（有限度服務） | 自由人街                       |          |                | 5 |                                                                           |  |
| 任何時候停站                         | 僅繁忙時段的尖峰方向停站（有限度服務） | 辛普森街                       |          | 無障礙設施     | 5 |                                                                           |  |
| 任何時候停站                         | 僅繁忙時段的尖峰方向停站（有限度服務） | 因特韋勒大道                   |          |                | 5 | Bx6選擇巴士服務                                                           |  |
| 任何時候停站                         | 僅繁忙時段的尖峰方向停站（有限度服務） | 展望大道                       |          |                | 5 |                                                                           |  |
| 任何時候停站                         | 僅繁忙時段的尖峰方向停站（有限度服務） | 傑克遜大道                     |          |                | 5 |                                                                           |  |
| 任何時候停站                         | 僅繁忙時段的尖峰方向停站（有限度服務） | 第三大道-149街                 |          | 無障礙設施     | 5 | Bx41選擇巴士服務                                                          |  |
| 任何時候停站                         | 僅繁忙時段的尖峰方向停站（有限度服務） | 149街-大廣場                   |          |                | 5 4 （IRT傑羅姆大道線）                                                                                         |                                                                           |  |
| 曼哈頓                               |                                        |                                |          |                | |                                                                           |  |
| 萊諾克斯大道線                       |                                        |                                |          |                | |                                                                           |  |
| 任何時候停站                         | 僅繁忙時段的尖峰方向停站（有限度服務） | 135街                          |          | 無障礙設施     | 3 |                                                                           |  |
| 任何時候停站                         | 僅繁忙時段的尖峰方向停站（有限度服務） | 125街                          |          |                | 3 | M60選擇巴士服務往拉瓜迪亞機場                                             |  |
| 任何時候停站                         | 僅繁忙時段的尖峰方向停站（有限度服務） | 116街                          |          |                | 3 |                                                                           |  |
| 任何時候停站                         | 僅繁忙時段的尖峰方向停站（有限度服務） | 中央公園北-110街               |          |                | 3 |                                                                           |  |
| 百老匯-第七大道線                    |                                        |                                |          |                | |                                                                           |  |
| 任何時候停站                         | 僅繁忙時段的尖峰方向停站（有限度服務） | 96街                           |          | 無障礙設施     | 1 3 |                                                                           |  |
| 僅深夜停站                           | \|                                     | 86街                           |          |                | 1 | M86選擇巴士服務                                                           |  |
| 僅深夜停站                           | \|                                     | 79街                           |          |                | 1 | M79選擇巴士服務                                                           |  |
| 任何時候停站                         | 僅繁忙時段的尖峰方向停站（有限度服務） | 72街                           |          | 無障礙設施     | 1 3 |                                                                           |  |
| 僅深夜停站                           | \|                                     | 66街-林肯中心                  |          | 無障礙設施     | 1 |                                                                           |  |
| 僅深夜停站                           | \|                                     | 59街-哥倫布圓環                |          | 無障礙設施     | 1 A D （IND第八大道線）                                                                                         |                                                                           |  |
| 僅深夜停站                           | \|                                     | 50街                           |          |                | 1 |                                                                           |  |
| 任何時候停站                         | 僅繁忙時段的尖峰方向停站（有限度服務） | 時報廣場-42街                  |          | 無障礙設施     | 1 3 7 <7> （IRT法拉盛線） A C E （IND第八大道線，42街-港務局客運總站） N Q R W （BMT百老匯線） S （42街接駁線） | 紐新航港局客運總站                                                        |  |
| 任何時候停站                         | 僅繁忙時段的尖峰方向停站（有限度服務） | 34街-賓州車站                  |          | 無障礙設施     | 1 3 | M34 / M34A選擇巴士服務 美鐵、長島鐵路及新澤西公共交通公司，賓夕法尼亞車站 |  |
| 僅深夜停站                           | \|                                     | 28街                           |          |                | 1 |                                                                           |  |
| 僅深夜停站                           | \|                                     | 23街                           |          |                | 1 | M23選擇巴士服務                                                           |  |
| 僅深夜停站                           | \|                                     | 18街                           |          |                | 1 |                                                                           |  |
| 任何時候停站                         | 僅繁忙時段的尖峰方向停站（有限度服務） | 14街                           |          |                | 1 3 F <F> M （IND第六大道線，14街） L （BMT卡納西線，第六大道）                                                 | PATH，14街                                                                |  |
| 僅深夜停站                           | \|                                     | 克里斯多福街-謝里登廣場        |          |                | 1 | PATH，克里斯多福街                                                        |  |
| 僅深夜停站                           | \|                                     | 休斯頓街                       |          |                | 1 |                                                                           |  |
| 僅深夜停站                           | \|                                     | 堅尼街                         |          |                | 1 |                                                                           |  |
| 僅深夜停站                           | \|                                     | 富蘭克林街                     |          |                | 1 |                                                                           |  |
| 任何時候停站                         | 僅繁忙時段的尖峰方向停站（有限度服務） | 錢伯斯街                       |          | 無障礙設施     | 1 3 |                                                                           |  |
| 布魯克林支線                         |                                        |                                |          |                | |                                                                           |  |
| 任何時候停站                         | 僅繁忙時段的尖峰方向停站（有限度服務） | 公園廣場                       |          |                | 3 A C （IND第八大道線，錢伯斯街） E （IND第八大道線，世界貿易中心）                                             | PATH，世界貿易中心                                                        |  |
| 任何時候停站                         | 僅繁忙時段的尖峰方向停站（有限度服務） | 福爾頓街                       |          | 無障礙設施     | 3 4 5 （IRT萊辛頓大道線） A C （IND第八大道線） J Z （BMT納蘇街線）                                             | 經戴伊街行人道前往科特蘭街轉乘N R W （BMT百老匯線）                       |  |
| 任何時候停站                         | 僅繁忙時段的尖峰方向停站（有限度服務） | 華爾街                         |          |                | 3 |                                                                           |  |
| 布魯克林                             |                                        |                                |          |                | |                                                                           |  |
| 任何時候停站                         | 僅繁忙時段的尖峰方向停站（有限度服務） | 克拉克街                       |          | 升降機只到夾層 | 3 |                                                                           |  |
| 任何時候停站                         | 僅繁忙時段的尖峰方向停站（有限度服務） | 區公所                         |          | 無障礙設施     | 3 4 5 （IRT東公園道線） N R W （BMT第四大道線）                                                                 |                                                                           |  |
| 東公園道線                           |                                        |                                |          |                | |                                                                           |  |
| 任何時候停站                         | 僅繁忙時段的尖峰方向停站（有限度服務） | 霍伊特街                       |          |                | 3 |                                                                           |  |
| 任何時候停站                         | 僅繁忙時段的尖峰方向停站（有限度服務） | 內文斯街                       |          |                | 3 4 5 |                                                                           |  |
| 任何時候停站                         | 僅繁忙時段的尖峰方向停站（有限度服務） | 大西洋大道-巴克萊中心          |          | 無障礙設施     | 3 4 5 B Q （BMT布萊頓線） D N R W （BMT第四大道線）                                                             | 長島鐵路大西洋支線，大西洋總站                                            |  |
| 任何時候停站                         | 僅繁忙時段的尖峰方向停站（有限度服務） | 卑爾根街                       |          |                | 3 4 |                                                                           |  |
| 任何時候停站                         | 僅繁忙時段的尖峰方向停站（有限度服務） | 大軍廣場                       |          |                | 3 4 |                                                                           |  |
| 任何時候停站                         | 僅繁忙時段的尖峰方向停站（有限度服務） | 東公園道-布魯克林博物館        |          |                | 3 4 |                                                                           |  |
| 任何時候停站                         | 僅繁忙時段的尖峰方向停站（有限度服務） | 富蘭克林大道-麥德加·艾菲斯學院 |          |                | 3 4 5 S （BMT富蘭克林大道線）                                                                                   |                                                                           |  |
| 往夫拉特布什大道及新地段大道路線分岔 |                                        |                                |          |                | |                                                                           |  |
|                                      |                                        |                                |          |                | |                                                                           |  |
| 諾斯特蘭大道線                       |                                        |                                |          |                | |                                                                           |  |
| 任何時候停站                         | 不適用                                 | 總統街-麥德加·艾菲斯學院       |          |                | 5 |                                                                           |  |
| 任何時候停站                         | 不適用                                 | 斯特陵街                       |          |                | 5 | B44選擇巴士服務                                                           |  |
| 任何時候停站                         | 不適用                                 | 文斯洛普街                     |          |                | 5 | B44選擇巴士服務                                                           |  |
| 任何時候停站                         | 不適用                                 | 教堂大道                       |          | 無障礙設施     | 5 | B44選擇巴士服務                                                           |  |
| 任何時候停站                         | 不適用                                 | 貝弗里路                       |          |                | 5 |                                                                           |  |
| 任何時候停站                         | 不適用                                 | 紐科克大道-小海地              |          |                | 5 | B44選擇巴士服務                                                           |  |
| 任何時候停站                         | 不適用                                 | 夫拉特布什大道-布魯克林學院    |          | 無障礙設施     | 5 | B44選擇巴士服務                                                           |  |
|                                      |                                        |                                |          |                | |                                                                           |  |
| 東公園道線（繁忙時段有限度服務）     |                                        |                                |          |                | |                                                                           |  |
| 不適用                               | 僅繁忙時段的尖峰方向停站（有限度服務） | 諾斯特蘭大道                   |          |                | 3 | B44選擇巴士服務                                                           |  |
| 不適用                               | 僅繁忙時段的尖峰方向停站（有限度服務） | 京斯頓大道                     |          |                | 3 |                                                                           |  |
| 不適用                               | 僅繁忙時段的尖峰方向停站（有限度服務） | 皇冠高地-猶提卡大道            |          | 無障礙設施     | 3 4 5 | B46選擇巴士服務                                                           |  |
| 新地段線（繁忙時段有限度服務）       |                                        |                                |          |                | |                                                                           |  |
| 不適用                               | 僅繁忙時段的尖峰方向停站（有限度服務） | 蘇特大道-魯特蘭路              |          |                | 3 4 5 | B15巴士往約翰·甘迺迪國際機場                                              |  |
| 不適用                               | 僅繁忙時段的尖峰方向停站（有限度服務） | 沙拉托加大道                   |          |                | 3 4 5 |                                                                           |  |
| 不適用                               | 僅繁忙時段的尖峰方向停站（有限度服務） | 洛克威大道                     |          |                | 3 4 5 |                                                                           |  |
| 不適用                               | 僅繁忙時段的尖峰方向停站（有限度服務） | 朱尼烏斯街                     |          |                | 3 4 5 |                                                                           |  |
| 不適用                               | 僅繁忙時段的尖峰方向停站（有限度服務） | 賓夕法尼亞大道                 |          |                | 3 4 5 |                                                                           |  |
| 不適用                               | 僅繁忙時段的尖峰方向停站（有限度服務） | 凡希克凌大道                   |          |                | 3 4 5 |                                                                           |  |
| 不適用                               | 僅繁忙時段的尖峰方向停站（有限度服務） | 新地段大道                     |          |                | 3 4 5 | B15巴士往約翰·甘迺迪國際機場                                              |  |

## 相關音樂影片
AOA的《Excuse me》於此線上及周邊拍攝。

## 備註
1. 1 2 3 4 5 6 7 8 9 10 11 12 13  . erictb.info.   [2019-02-21]. （原始内容存档于2016-03-04）.
2. ↑   (PDF). New York Times. 1904-11-27  [2016-09-04]. （原始内容存档 (PDF)于2020-03-24）.
3. ↑  Kahn, Alan Paul. . New York: Electric Railroaders' Association. 1973-01-01.
4. ↑   (PDF). New York Times. 1905-07-10  [2016-09-04]. （原始内容存档 (PDF)于2020-03-24）.
5. ↑  . HathiTrust. Interborough Rapid Transit Company. 2013-12-12  [2016-09-05].
6. ↑   (PDF). The New York Times. 1917-03-04  [2018-06-11]. （原始内容存档 (PDF)于2020-03-23）.
7. ↑   (PDF). New York Times. 1917-04-01  [2015-08-17]. （原始内容存档 (PDF)于2020-03-24）.
8. ↑   (PDF). New York Times. 1920-12-12  [2015-12-20]. （原始内容 (PDF)存档于2021-05-14）.
9. ↑  Whitney, Travis (Public Service Commissioner).  (PDF). 1918-03-10  [2016-08-26]. （原始内容存档 (PDF)于2019-12-12）.
10. ↑  . The New York Times. 1919-04-13  [2009-09-05]. （原始内容存档于2018-06-12）.
11. ↑  . New York Division Bulletin (New York Division, Electric Railroaders' Association). September 2010, 53 (9)  [2016-08-31]. （原始内容存档于2020-11-16） –Issu.
12. ↑  . New York Division Bulletin. July 1983.
13. ↑    - . New York City Transit. 1994-09-10: D.65. （原始内容存档于2022-04-18）.
  - . New York City Transit. 1994-09-10: D.66. （原始内容存档于2021-05-14）.
  - . New York City Transit. 1994-09-10: D.67. （原始内容存档于2021-05-14）.
  - . New York City Transit. 1994-09-10: D.68. （原始内容存档于2021-05-14）.
14. ↑  Christian, Nichole M. . The New York Times. 1998-03-03  [2016-09-23]. ISSN 0362-4331. （原始内容存档于2020-09-17）.
15. ↑  . 2002-10-19  [2016-09-18]. （原始内容存档于2002-10-19）.
16. ↑   (PDF). mta.info. Metropolitan Transportation Authority: 169–175. 2016-12-12  [2016-12-09]. （原始内容 (PDF)存档于2016-12-10）.
17. ↑  . web.mta.info. Metropolitan Transportation Authority. 2017-06-08  [2018-05-09]. （原始内容存档于2017-08-25）.
18. ↑   (PDF). 大都會運輸署. 2019年9月  [2019-09-22].
19. ↑  . Metropolitan Transportation Authority.   [2017-04-14]. （原始内容存档于2017-09-11）.

## 外部連結
- MTA - 路線介紹（英文）
- 2號線歷史（英文）
- MTA NYC Transit - 2號線時刻表（PDF）（英文）